# Жена са Ганга
Жена са Ганга (фр. La femme du Gange) француска је авангардна филмска драма у режији и по сценарију Маргерит Дирас из 1974. Радња филма се одиграва седамнаест година након бала описаног на почетку Дирасиног романа Занесеност Лоле В. Стајн и годинама након догађаја описаних у романима Вице конзул и Љубав. Филм има авангардну структуру; пет главних ликова се крећу кроз празне просторе унутар и изван хотела обучени у беле и црне боје, док два женска гласа коментаришу догађаје. Ова два гласа припадају другом дијагетичком нивоу нарације у односу на јунаке филма. У складу са тиме на почетку филма се гледаоцима саопштава да су у питању два филма, један заснован са сликама и други заснован на гласовима.
Након што је снимила филм, Дирас је издала сценарио испуњен са многобројним објашњењима и проширењима основне структуре филма.

## Улоге
| Глумац          | Улога             |
| --------------- | ----------------- |
| Катрин Селер    | жена              |
| Кристијан Балто | други мушкарац    |
| Жерар Депардје  | мушкарац са плаже |
| Диони Масколо   | путник            |
| Никол Хис       | девојчица         |